# Xilipatitla
Xilipatitla är en ort i Mexiko.   Den ligger i kommunen Huejutla de Reyes och delstaten Hidalgo, i den sydöstra delen av landet, 200 km norr om huvudstaden Mexico City. Xilipatitla ligger 331 meter över havet och antalet invånare är 101.
Terrängen runt Xilipatitla är kuperad åt sydost, men åt nordväst är den platt. Runt Xilipatitla är det ganska tätbefolkat, med 248 invånare per kvadratkilometer. Närmaste större samhälle är Huejutla de Reyes, 10,1 km öster om Xilipatitla. I omgivningarna runt Xilipatitla växer i huvudsak städsegrön lövskog.